# IRAM30m望遠鏡
IRAM30m望遠鏡（-ぼうえんきょう）は、ミリ波電波天文学研究所によって運営されている口径30mの電波望遠鏡である。スペインアンダルシア州グラナダ県のシエラ・ネバダ天文台、標高2850m地点に設置されている。波長3mm、2mm、1mm、0.8mmのミリ波及びサブミリ波の観測が可能である。1980年から1984年にかけて建設がおこなわれた。アンテナ重量は800トンであり、主鏡面は420枚のアルミニウムパネルで構成されている。

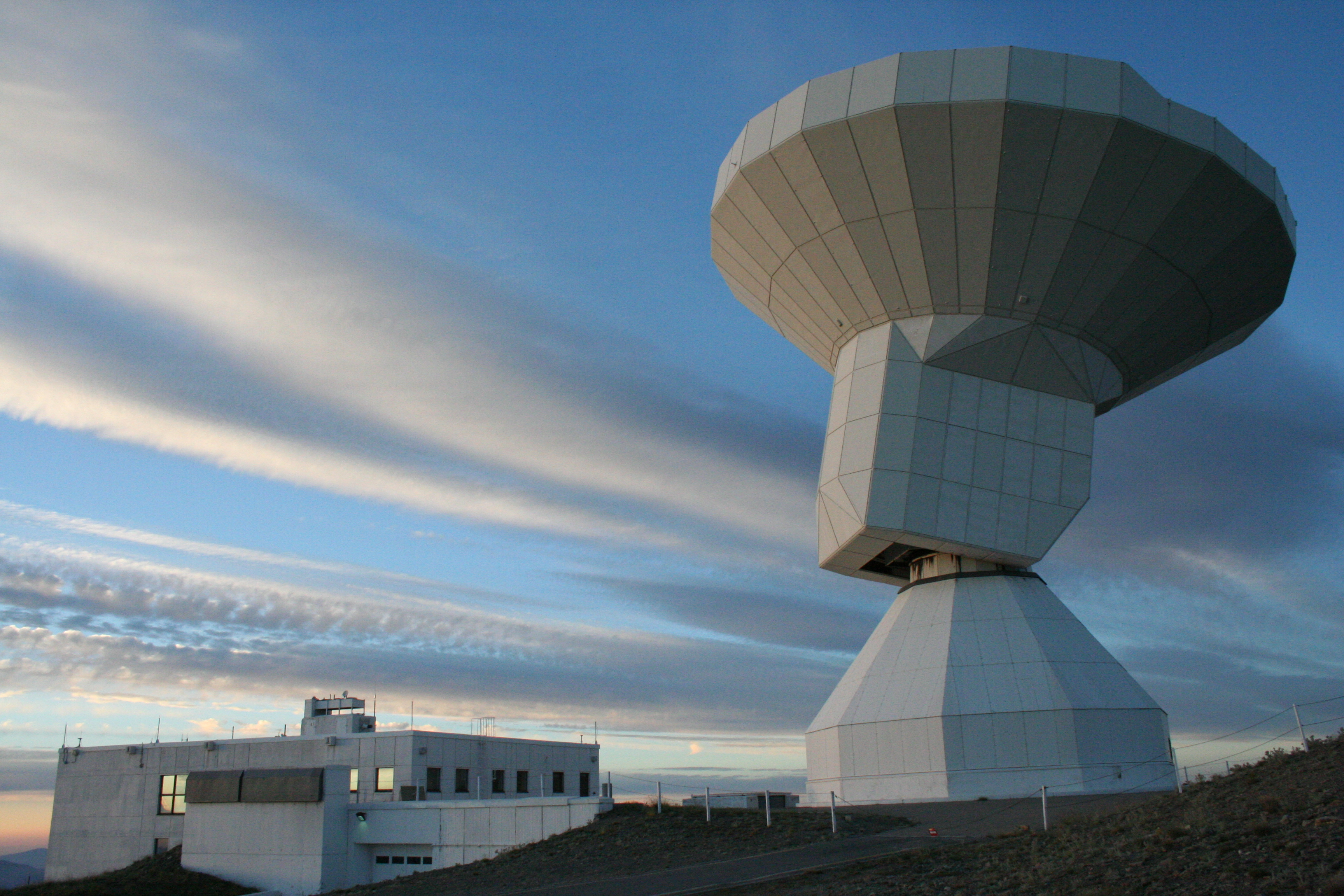
IRAM30m望遠鏡

## 受信機
IRAM30m望遠鏡には以下のように複数の受信機が搭載されており、観測によって使い分ける。
- HERA 波長2mmの電波を受信できる。9素子のアレイ受信機。
- EMIR 波長3mmから0.9mmの電波を受信できる。2009年より実用化。
- MAMBO2 (MAx-Planck Millimeter BOlometer Array) 波長1.2mmの連続波を受信できる117素子のカメラ。